# Gstadt am Chiemsee
Gstadt am Chiemsee, Gstadt a.Chiemsee – miejscowość i gmina w Niemczech, w kraju związkowym Bawaria, w rejencji Górna Bawaria, w regionie Südostoberbayern, w powiecie Rosenheim, wchodzi w skład wspólnoty administracyjnej Breitbrunn. Leży około 22 km na zachód od Rosenheimu, nad jeziorem Chiemsee.

## Demografia
Dane o ludności z 31 grudnia 2008:
| Opis                                | Ogółem | Ogółem | Kobiety | Kobiety | Mężczyźni | Mężczyźni |
| ----------------------------------- | ------ | ------ | ------- | ------- | --------- | --------- |
| Jednostka                           | osób   | %      | osób    | %       | osób      | %         |
| Populacja                           | 1353   | 100    | 687     | 50,78   | 666       | 49,22     |
| Wiek przedprodukcyjny (0–17 lat)    | 219    | 16,19  | 96      | 7,1     | 123       | 9,09      |
| Wiek produkcyjny (18–65 lat)        | 833    | 61,57  | 423     | 31,26   | 410       | 30,3      |
| Wiek poprodukcyjny (powyżej 65 lat) | 301    | 22,25  | 168     | 12,42   | 133       | 9,83      |

## Polityka
Wójtem gminy jest Bernhard Hainz z FWG, wcześniej urząd ten obejmował Alois Utz, rada gminy składa się z 12 osób.
|      | FWG | BL | ULGG | GL | Razem |
| 2008 | 6   | 5  | 1    | -  | 12    |
| 2002 | 6   | 4  | 1    | 1  | 12    |